# 6487 Tonyspear
6487 Tonyspear eller 1991 GA1 är en asteroid i huvudbältet som upptäcktes 8 april 1991 av den amerikanske astronomen Eleanor F. Helin vid Palomar-observatoriet. Den är uppkallad efter amerikanen Anthony Spear.